# Bixente Lizarazu
Bixente Lizarazu (* 9. prosince 1969, Saint-Jean-de-Luz) je bývalý francouzský fotbalista baskického původu. V roce 2006 ukončil kariéru. Nejdéle působil v německém Bayernu Mnichov a francouzském Bordeaux. Lizarazu platil za tvrdého obránce, přes kterého šlo jen těžko projít.
V letech 1992–2004 hrál za francouzský národní tým, se kterým vyhrál Mistrovství světa i Evropy.

## Osobní život
Narodil se v Saint-Jean-de-Luz v Pyrénées-Atlantiques a vyrostl v Hendaye. Je baskického původu.
Lizarazu má dvě děti: dceru Uhainu s francouzskou herečkou a zpěvačkou Claire Keim a syna Tximista s exmanželkou Stéphanií. Nyní žije s herečkou a zpěvačkou Elsou Lunghini.[zdroj?]

## Klubová kariéra
Jeho první velké angažmá bylo v Bordeaux, kde odehrál značnou část své kariéry. Poté, díky svému baskickému původu, odešel do Bilbaa, kde příliš velký úspěch nezaznamenal. Následně ho však odkoupil Bayern, kde prožil nejlepší roky svého aktivního fotbalového života. I díky němu Bayern vyhrál Ligu mistrů, protože vítězné finále bylo jeho nejpovedenější utkání v kariéře.
O dva roky dříve pomohl Francii k titulu mistrů světa kde s Lilianem Thuramem tvořil neprostupný obranný val. Podobný úspěch zaznamenal i v roce 2000 kdy se stala Francie mistrem Evropy. Lizarazu oznámil odchod do fotbalového důchodu 30. dubna 2006, čtyři dny po spoluhráči z Bordeaux a reprezentace Zinedinu Zidanovi.

## Reprezentační kariéra
Zápasy Bixente Lizarazu v A-mužstvu Francie
| Rok    | Zápasy | Góly |
| ------ | ------ | ---- |
| 1992   | 1      | 0    |
| 1993   | 6      | 0    |
| 1994   | 5      | 0    |
| 1995   | 5      | 1    |
| 1996   | 9      | 0    |
| 1997   | 4      | 0    |
| 1998   | 13     | 1    |
| 1999   | 6      | 0    |
| 2000   | 12     | 0    |
| 2001   | 10     | 0    |
| 2002   | 7      | 0    |
| 2003   | 12     | 0    |
| 2004   | 7      | 0    |
| Celkem | 97     | 2    |

Góly Bixente Lizarazu v A-mužstvu Francie
| Gól | Datum        | Stadion                               | Soupeř         | Skóre (min.) | Výsledek | Soutěž                   |
| --- | ------------ | ------------------------------------- | -------------- | ------------ | -------- | ------------------------ |
| 010 | 15. 11. 1995 | Stade Michel d'Ornano, Caen, Francie  | Izrael         | 02:00(89.)   | 2:0      | Kvalifikace na Euro 1996 |
| 02  | 018. 6. 1998 | Stade de France, Saint-Denis, Francie | Saúdská Arábie | 04:00(85.)   | 4:0      | MS 1998                  |

## Úspěchy

### Klubové
FC Girondins de Bordeaux
- 1× vítěz Pohár Intertoto (1995)

FC Bayern Mnichov
- 5× vítěz německé Bundesligy (1998/99, 1999/00, 2000/01, 2002/03, 2005/06)
- 5× vítěz německého poháru (1997/98, 1999/00, 2002/03, 2004/05, 2005/06)
- 4× vítěz německého ligového poháru (1997, 1998, 1999, 2000)
- 1× vítěz Ligy mistrů UEFA (2000/01
- 2× vítěz evropského Superpoháru (2009, 2011)

### Reprezentační
Francie
- 1× zlato z Mistrovství světa ve fotbale (1998)
- 1× zlato z Mistrovství Evropy ve fotbale (2000)
- 2× zlato z Konfederačního poháru FIFA (2001 a 2003)